# Evolenes exarata
Evolenes exarata är en skalbaggsart som beskrevs av Pierre François Marie Auguste Dejean. Evolenes exarata ingår i släktet Evolenes och familjen jordlöpare. Inga underarter finns listade i Catalogue of Life.